# جوزيف شروتر
جوزيف شروتر (بالألمانية: Joseph Schröter)‏ (و. 1837 – 1894 م) هو عالم نبات، وطبيب، وأستاذ جامعي، واخصائي فطريات من ألمانيا. ولد في سيلسيا العليا.
توفي في فروتسواف، عن عمر يناهز 57 عاماً.

## جوائز
حصل على جوائز منها:
- وسام النسر الأحمر الدرجة الثالثة.